# جامع أنطاكيا الكبير

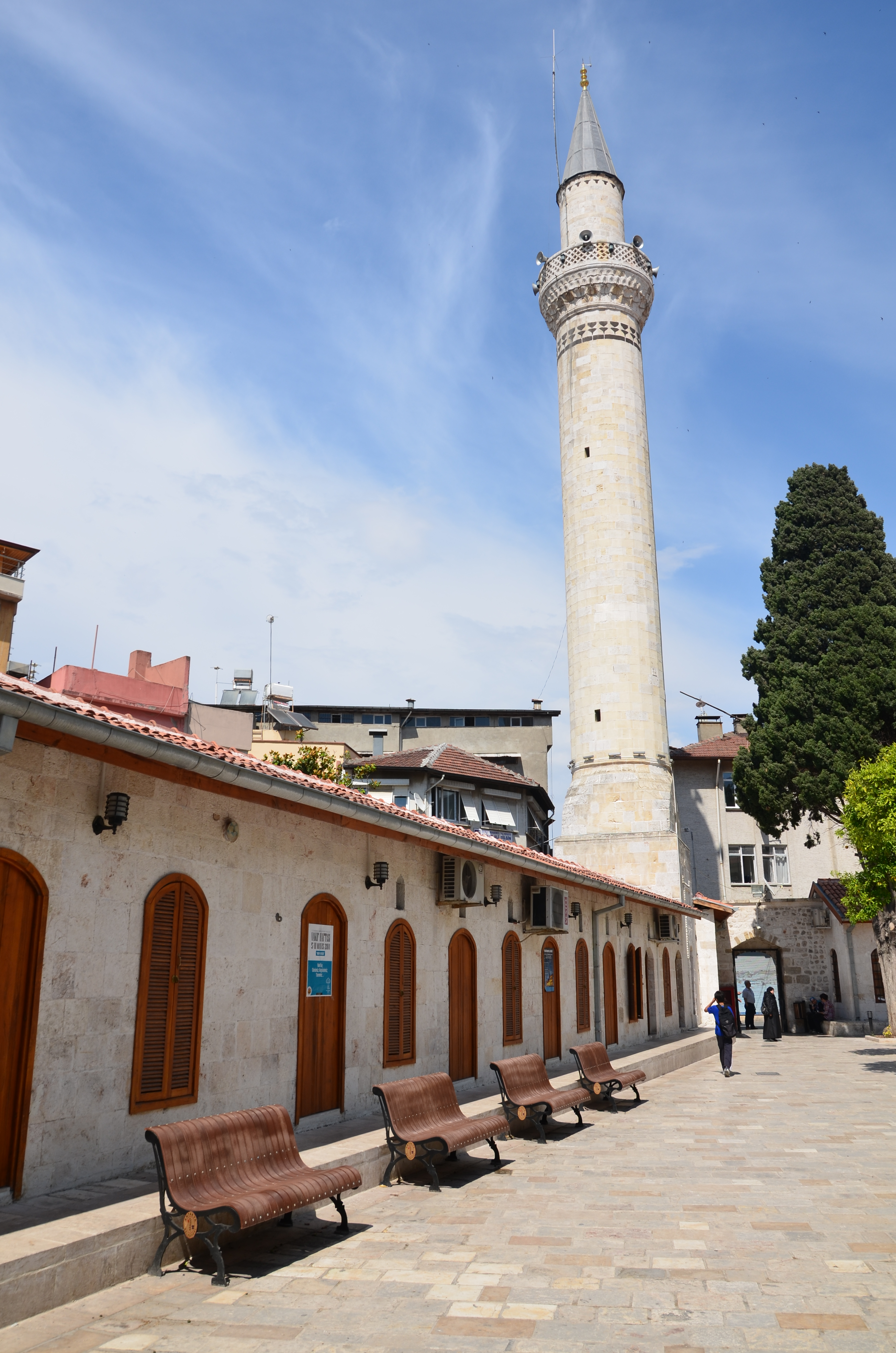

كان جامع أنطاكيا الكبير مسجدًا يقع في منطقة أنطاكيا في هاتاي . بنى المماليك الجامع الذي يظهر ملامح معمارية سلجوقية بين عامي 1268 و 1271 وخضع لإصلاحات واسعة النطاق في القرن الثامن عشر (1117 هجريًا). يرجع تاريخ النقش الموجود على المئذنة إلى عام 1117 هـ.  يعتبر الجامع أقدم وأكبر جامع في هاتاي.  ودُمرت بالكامل زلزال قهرمان مرعش 2023 .